# 20 جمادى الآخرة
- السبت
- الأحد
- الاثنين
- الثلاثاء
- الأربعاء
- الخميس
- الجمعة

- 2830 نوفمبر 2024
- 291 ديسمبر 2024
- 12 ديسمبر 2024
- 23 ديسمبر 2024
- 34 ديسمبر 2024
- 45 ديسمبر 2024
- 56 ديسمبر 2024
- 67 ديسمبر 2024
- 78 ديسمبر 2024
- 89 ديسمبر 2024
- 910 ديسمبر 2024
- 1011 ديسمبر 2024
- 1112 ديسمبر 2024
- 1213 ديسمبر 2024
- 1314 ديسمبر 2024
- 1415 ديسمبر 2024
- 1516 ديسمبر 2024
- 1617 ديسمبر 2024
- 1718 ديسمبر 2024
- 1819 ديسمبر 2024
- 1920 ديسمبر 2024
- 2021 ديسمبر 2024
- 2122 ديسمبر 2024
- 2223 ديسمبر 2024
- 2324 ديسمبر 2024
- 2425 ديسمبر 2024
- 2526 ديسمبر 2024
- 2627 ديسمبر 2024
- 2728 ديسمبر 2024
- 2829 ديسمبر 2024
- 2930 ديسمبر 2024
- 3031 ديسمبر 2024
- 11 يناير 2025
- 22 يناير 2025
- 33 يناير 2025

20 جُمادى الآخرة أو 20 جُمادی‌ الثانية أو يوم 20 \ 6 (اليوم العُشرون من الشهر السادس) هو اليوم الثامن والستون بعد المائة (168) من أيَّام السنة (أو التاسع والستون بعد المائة لو كان شهر ربيع الآخر مُتممًا لليوم الثلاثين أو السبعون بعد المائة لو أتم كلًا من صفر وربيع الآخر ثلاثين يومًا) وفق التقويم الهجري القمري (العربي). يبقى بعده 186 أو 187 يومًا لانتهاء السنة.

## أحداث
- 791هـ - وقوع معركة قوصوة التي انتصر فيها السلطان العثماني مراد الأول على الجيش الصربي والتي مكنت العثمانيين من السيطرة على البلقان.
- 1218هـ - سفينتا حرب أمريكيتان ذواتا 35 مدفعًا تهاجم السفن في ميناء طرابلس في ليبيا، إلا أن إحدى السفينتين (فلادليفيا) التي كانت تعدّ أكبر سفينة في العالم في ذلك الوقت جنحت في المياه الضحلة في ميناء طرابلس، وتم أسر طاقمها المكون من 300 بحار، وطالب حاكم طرابلس الولايات المتحدة بثلاثة ملايين دولار تعويضات.
- 1222هـ - الإمبراطورية الروسية توقع هدنة مع الدولة العثمانية بسبب انشغالها في حروبها مع فرنسا بقيادة نابليون بونابرت.
- 1342هـ - قيام سعد زغلول بتشكيل أول وزارة وفدية عقب الفوز الذي حققه الحزب في الانتخابات التي أجريت قبل بضعة شهور، وحقق فيها نصرًا ساحقًا، وفاز بأغلبية مقاعد البرلمان المصري.
- 1356هـ - السلطات الفرنسية في الجزائر تعتقل المناضل مصالي الحاج رئيس حزب الشعب الجزائري.
- 1388هـ - ألبانيا تنسحب من حلف وارسو.
- 1400هـ - القوات الخاصة البريطانية تقتحم السفارة الإيرانية في لندن.
- 1408هـ - الاتحاد السوفيتي يقرر الانسحاب من أفغانستان التي احتلها تسع سنوات، بعد مفاوضات مع الحكومة الأفغانية.
- 1412هـ - الجبهة الإسلامية للإنقاذ بزعامة عباسي مدني تفوز في الدورة الأولى من الانتخابات التشريعية التي أجريت على أساس التعددية الحزبية في الجزائر.
- 1416هـ - مقتل خمسة أميركيين واثنين من الهنود في تفجير شاحنة مفخخة خارج مركز تدريب تابع للحرس الوطني السعودي تديره الولايات المتحدة في الرياض، وإدعت مجموعة من الحركة الإسلامية للإصلاح المطالبة بالتغيير المسؤولية عن الحادث.
- 1426هـ -
  - صدور حكم بالسجن مدى الحياة على الهولندي المغربي الأصل محمد بويري بعد إدانته بقتل المخرج الهولندي ثيو فان غوخ، وذلك إثر عرض المخرج فيلمه "الاستسلام"، والذي تظهر فيه فتاة عارية يسلط عليها بواسطة الإنارة الليزرية آيات من القرآن لتظهر وكأنها كتبت على جسدها العاري.
  - الإفراج عن قائد القوات اللبنانية سمير جعجع بعد صدور قانون عفو عام من مجلس النواب اللبناني وذلك بعد قضائه لأحد عشر عامًا في سجن تحت الأرض بمبنى وزارة الدفاع.
- 1430هـ - الإعلان عن فوز الرئيس الإيراني المنتهية ولايته محمود أحمدي نجاد بولاية رئاسية ثانية، وأنصار المرشح مير حسين موسوي يشتبكون مع الشرطة احتجاجًا على نتائج الانتخابات.
- 1431هـ - نشوب حريق ضخم في مدينة دكا في بنغلاديش تسبب بوفاة أكثر من 110 أشخاص وإصابة حوالي 100 آخرين بجروح وحروق.
- 1437هـ - اختطاف طائرة تابعة لمصر للطيران وهبوطها في قبرص.

## مواليد
- 18 ق.هـ - فاطمة بنت محمد ، صحابية وزوجة علي بن ابي طالب رضي الله عنه .
- 1280هـ - قاسم أمين، كاتب ومفكر مصري.
- 1298هـ - مصطفى كمال أتاتورك، مؤسس وأول رئيس لجمهورية تركيا.
- 1320هـ - روح الله الموسوي الخميني، إمام وقائد الثورة الإسلامية في إيران.
- 1332هـ - عبد المنعم عبد الرؤوف، أحد الضابط الأحرار، وأحد قيادات جماعة الإخوان المسلمين.
- 1345هـ - بدر شاكر السياب، شاعر عراقي.
- 1358هـ - أحمد الهوان، عميل مصري لجهاز المخابرات العامة المصرية.
- 1377هـ - إيمان الطوخي، ممثلة مصرية.
- 1381هـ - ناصر القصبي، ممثل سعودي.
- 1382هـ - استقلال أحمد، ممثلة بحرينية من أصل عراقي.
- 1384هـ - هاني رمزي، ممثل مصري.
- 1408هـ - نادين ويلسون نجيم، مذيعة وممثلة لبنانية.

## وفيات
- 352هـ - علي بن إسحاق الزاهي، شاعر وتاجر عراقي.
- 791هـ - مراد الأول، ثالث سلاطين الدولة العثمانية.
- 1372هـ - محمود شويل، فقيه ومدرس وصحفي حجازي - سعودي.
- 1397هـ - إبراهيم أنيس، أحد أعلام اللغة العربية في القرن الرابع عشر الهجري.
- 1421هـ - محمد حمد البراك، نائب في مجلس الأمة الكويتي.
- 1430هـ - فتحي يكن، الرئيس السابق لجبهة العمل الإسلامي في لبنان والرئيس السابقة للجماعة الإسلامية في لبنان.
- 1412هـ - عباس الريس، عضو سابق في المجلس الوطني البحريني.

## أعياد ومناسبات
- يوم المرأة في إيران.

## وصلات خارجية
- موقع قصة الإسلام: حدث في شهر جُمادى الآخرة.